# Polyporus
Polyporus P. Micheli ex Adans., 1763 è un genere di funghi basidiomiceti della famiglia Polyporaceae.

## Descrizione
I funghi appartenenti a questo genere sono lignicoli o terricoli, con le seguenti caratteristiche:
gambo e cappelloprivi di crosta dura
carnebianca, soda, non dura
poripiccoli e tondi
sporelisce, non amiloidi, bianche ellissoidali o tondeggianti
cistidiassenti.

## Tassonomia

### Specie
La specie tipo è Polyporus tuberaster (Jacq. ex Pers.) Fr., 1821, altre specie sono:
- Polyporus alveolaris
- Polyporus alveolarius
- Polyporus arcularius
- Polyporus badius
- Polyporus brumalis
- Polyporus ciliatus
- Polyporus corylinus
- Polyporus craterellus
- Polyporus cryptopus
- Polyporus dictyopus
- Polyporus gayanus
- Polyporus grammocephalus
- Polyporus guianensis
- Polyporus lepideus
- Polyporus leprieurii
- Polyporus leptocephalus
- Polyporus longiporus
- Polyporus ludovicianus
- Polyporus melanopus
- Polyporus meridionalis
- Polyporus mikawai
- Polyporus oleae
- Polyporus pinsitus
- Polyporus phyllostachydis
- Polyporus pseudobetulinus
- Polyporus radicatus
- Polyporus rhizophilus
- Polyporus septosporus
- Polyporus squamosus
- Polyporus squamulosus
- Polyporus subvarius
- Polyporus sulfureus
- Polyporus tenuiculus
- Polyporus tessellatus
- Polyporus tricholoma
- Polyporus tubiformis
- Polyporus udus
- Polyporus umbellatus
- Polyporus varius
- Polyporus virgatus

### Sinonimi
- Atroporus Ryvarden, Norw. Jl Bot. 20: 2 (1973)
- Bresadolia Speg., Anal. Soc. cient. argent. 16(6): 277 (1883)
- Cerioporus Quél., Enchir. fung. (Paris): 167 (1886)
- Cyanosporus McGinty, (1909)
- Dendropolyporus (Pouzar) Jülich, Biblthca Mycol. 85(6): 397 (1982) [1981]
- Favolus P. Beauv., Fl. Oware 1: 1 (1805)
- Favolus Fr., Elench. fung. (Greifswald) 1: 44 (1828)
- Hexagonia Pollini, Hort. Veron. Pl. Nov.: 35 (1816)
- Lentus Lloyd ex Torrend, Brotéria, sér. bot. 18: 121 (1920)
- Leucoporus Quél., Enchir. fung. (Paris): 165 (1886)
- Melanopus Pat., Hyménomyc. Eur. (Paris): 137 (1887)
- Mycelithe Gasp., Atti Accad. Pontan. 2: 221 (1841)
- Petaloides Lloyd ex Torrend, Brotéria, sér. bot. 18: 121 (1920)
- Polyporellus P. Karst., Meddn Soc. Fauna Flora fenn. 5: 37 (1879)
- Polyporus P. Micheli, Nov. pl. gen. (Florentiae): 129, tab. 70-71 (1729)
- Polyporus subgen. Dendropolyporus Pouzar, Folia geobot. phytotax. bohemoslov. 1: 360 (1966)
- Poria Adans., Fam. Pl. 2: 10 (1763)
- Poria P. Browne, Civ. Nat. Hist. Jamaica: 76 (1756)
- Tuberaster Boccone, (1697)